# ميكي جوستين
ميكي جوستين (بالإنجليزية: Mickey Heath)‏ هو لاعب كرة قاعدة أمريكي، ولد في 30 أكتوبر 1903 في توليدو في الولايات المتحدة، وتوفي في 30 يوليو 1986 في دالاس في الولايات المتحدة.

## وصلات خارجية
- ميكي جوستين على موقعبيزبول رفرنس.كوم (الدوري الرئيسي) (الإنجليزية)
- ميكي جوستين على موقع جمعية أبحاث البيسبول الأمريكية (الإنجليزية)